# ウェルチ・アレン

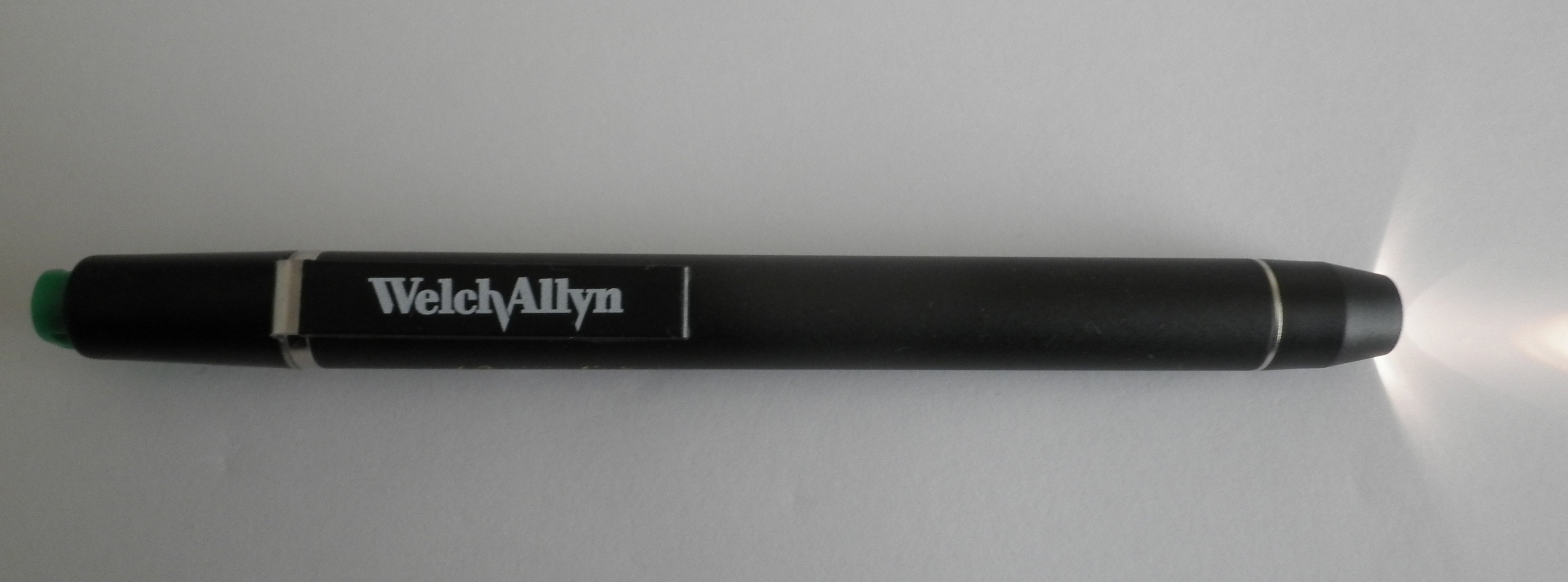
対光反射、咽頭の観察などに用いるウェルチ・アレン製の医療用ハロゲンペンライト

ウェルチ・アレン（Welch Allyn）は、アメリカの医療機器を中心とするオプトエレクトロニクス製品のメーカー。聴診器が有名であるが、世界初の携帯型の直像式検眼鏡を開発したメーカーとしても知られる。
医療機器分野においては、聴診器、検眼鏡のみならず、耳鏡・医療用ライト・コンピューターを利用した医療解析ソフトウェア・患者監視モニターなどを提供している。
また、他のオプトエレクトロニクス製品としては、バーコードリーダーや、機器検査用ファイバースコープ、航空機用照明器具などを展開している大手メーカーである。
ウェルチ・アレン製の医療機器の米国内でのシェアは非常に高く、「ER」や「HOUSE」といった医療ドラマの中でも随所で使用されているのを見ることができる。
2003年、フォーチュン紙が発表した働きたい企業ベスト100にランクインした。

## ハーベー聴診器
ハーベー聴診器は、ウェルチ・アレン社の製品で、Dr. Proctor Harvey の考案したコルゲート膜をもつ聴診器である。可聴周波域が広いのが特徴である。特にハーベー・エリート聴診器は最も聞こえやすい聴診器として、世界中の医師や看護師、救急救命士に愛用されている。